# Мохновка
Мохновка (укр. Мохнівка) — село в Прилукском районе Черниговской области Украины. Население — 53 человека. Занимает площадь 0,449 км².
Код КОАТУУ: 7424185804. Почтовый индекс: 17586. Телефонный код: +380 4637.

## География
Расстояние до районного центра:Прилуки : (18 км.), до областного центра:Чернигов ( 143 км. ), до столицы:Киев ( 138 км. ).  Ближайшие населенные пункты: Новая Гребля 1 км, Мокляки и Лутайки 2 км, Макеевка 3 км.
Расположено на реке Ставка.

## Власть
Орган местного самоуправления — Новогребельский сельский совет. Почтовый адрес: 17586, Черниговская обл., Прилукский р-н, с. Новая Гребля, ул. Канакина, 27.